# Фелтијев синдром
Фелтијев синдром је стање кога карактерише тријас обољења - реуматоидни артритис, спленомегалија (увећана слезина) и гранулоцитопенија (смањен број гранулоцита).
Ризични фактори за настанак овог стања су: позитиван реуматоидни фактор, дуготрајни артритис, агресивни ерозивни синовитис, позитиван HLA-DR4, ванзглобне манифестације реуматоидног артритиса и сл.
Болест је први описао амерички лекар Аугустус Рој Фелти (енгл. Augustus Roi Felty) 1924. године у Балтимору, а 1932. године је почела употреба назива Фелтијев синдром када је у журналу Америчке медицинске асоцијације описан још један случај оваквог обољења.

## Клиничка слика
Почетку Фелтијевог синдрома претходи дугогодишњи агресивни реуматоидни артритис са упалама зглобова и ванзглобним манифестацијама: реуматоидни чворови, плеуроперикардитис (истовремена упала плућне и срчане марамице), васкулитис (упала и некроза крвних судова), периферна неуропатија (обољење периферног нервног система), еписклеритис (бенигна инфламаторма афекција ткива испод вежњаче ока), Сјогренов синдром, аденопатија (увећање лимфних чворова) итд.
У левом горњем квадранту трбуха се може напипати увећана слезина, што је праћено интензивним болом. Бол је узрокован инфарктима слезине и дистензијом капсуле. Јавља се и лимфаденопатија (увећање лимфних жлезда), губитак телесне тежине, деформитети зглобова, синовитис, улцерације (чиреви) на доњим екстремитетима, знаци системског васкулитиса и друге ванзглобне манифестација артритиса.
Мада многи пацијенти не осећају симптоме, код неких се развијају веома тешке инфекције услед смањеног броја гранулоцита. То су најчешће бактеријске инфекције коже и респираторног тракта. Као компликације могу да се јаве и анемија, тромбоцитопенија, хиперпигментација коже и сл.

## Дијагноза и лечење
Дијагноза се поставља на основу анамнезе, клиничке слике, клиничког прегледа, лабораторијских налаза (крвна слика, леукоцитарна формула, реуматоидни фактор, антинуклеарна антитела и др).
Терапија је првенствено усмерена на артритис, а имуносупресивна терапија добро делује и на сленомегалију и гранулоцитопенију. Лек избора је метотрексат, а користе се и циклофосфамид, пенициламин, соли злата итд. Код упорно понављаних стања се врши спленектомија (уклањање слезине).